# Resen (Bułgaria)
Resen (bułg. Ресен) – wieś w Bułgarii, w obwodzie Wielkie Tyrnowo, w gminie Wielkie Tyrnowo. W 2024 roku liczyła 1895 mieszkańców.
We wsi znajduje się czitaliszte, szkoła podstawowa, etnograficzne muzeum, cerkiew św. Dimityra Sołuńskiego.

## Osoby związane z miejscowością

### Urodzeni
- Miłko Bożkow (1953) – bułgarski malarz
- Stefan Papazow – bułgarski oficer
- Łazar Taukow – bułgarski oficer